# Blooms taxonomi

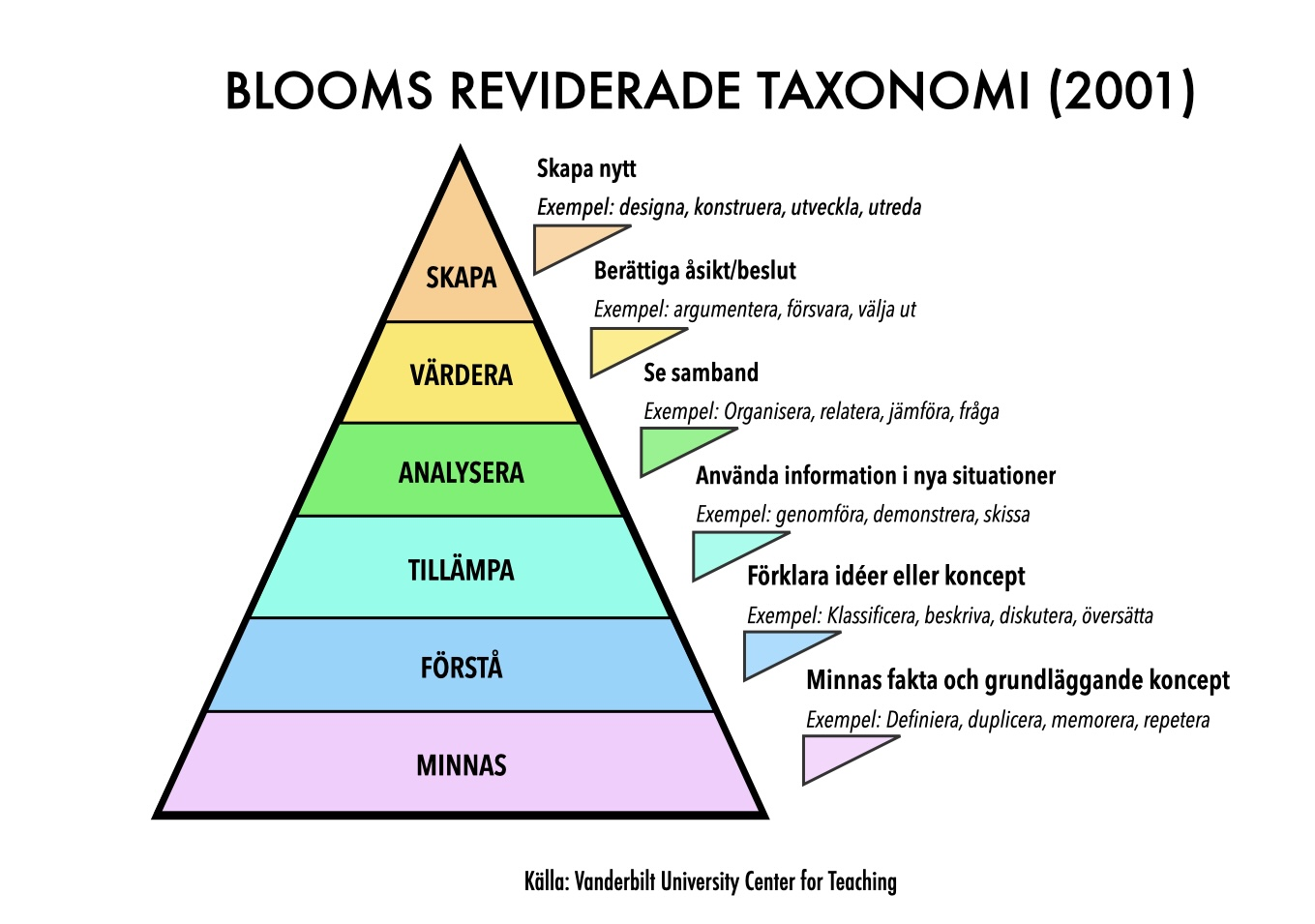

Blooms taxonomi, som lanserades 1956 av en grupp amerikanska universitetslärare, bland annat Benjamin Bloom, beskriver olika steg i lärandet. Modellen ordnar kunskaper i en hierarkisk skala, där det avancerade resultatet (nr 6) bygger på föregående steg. Denna taxonomi kom att vidareutvecklas med kognitiva perspektiv på lärandet och resulterade i Blooms reviderade taxonomi 2001.  

## Blooms taxonomi (1956)
1. Kunskap - Att kunna ta till sig fakta - memorera.
2. Förståelse - Att kunna förstå fakta som memorerats.
3. Tillämpning - Att kunna utföra något med de fakta och med hjälp av den kunskap som man fått.
4. Analys - Att kunna se samband mellan olika fakta.
5. Syntes - Att kunna dra egna slutsatser. Att kunna producera, planera och generera något nytt
6. Utvärdering - Utvärdering innebär att presentera och försvara åsikter genom att göra bedömningar om information. Kvantitativa och kvalitativa bedömning till vilken omfattning material och metod uppfyller kriteriet. Det omfattar: 
  1. Bedömningar i termer av intern bevisning
  2. Bedömningar i termer av externa kriterier

## Blooms reviderade taxonomi (2001)
I den reviderade taxonomin som publicerades 2001 användes istället verb för att beskriva stegen. 
1. Minnas - komma ihåg grundläggande koncept och fakta
2. Förstå - förklara idéer eller koncept
3. Tillämpa - använda information i nya situationer
4. Analysera - se samband, mönster
5. Värdera/bedöma - berättiga åsikt och beslut
6. Skapa - skapa nytt eller nyskapande

Blooms taxonomi användes som utgångspunkt vid framtagning av läroplaner och betygssystem för svenska skolor år 1994. 